# 트립탄
트립탄(영어: triptan)은 편두통 및 군발 두통 치료에 약물로 사용되는 트립타민 기반 약물의 계열이다. 이 약물 계열은 1990년대에 처음 상업적으로 도입되었다. 트립탄은 개별 두통을 치료하는 데 효과적이지만 예방 치료를 제공하지 않으며, 치유로 간주되지 않는다. 트립탄은 편두통을 함께 경험하고 있는 사람을 제외하고는 긴장성 두통의 치료에는 효과적이지 않다. 트립탄은 다른 종류의 통증을 완화시키지 않는다.

## 같이 보기
- 편두통
- 군발 두통
- 트립타민